# جون لي (سياسي أسترالي)
جون لي (بالإنجليزية: John Lee)‏ هو سياسي أسترالي، ولد في 19 أكتوبر 1885، وتوفي في 2 نوفمبر 1957. انتخب عضو الجمعية التشريعية نيو ساوث ويلز عن دائرة Electoral district of Botany ‏ (20 مارس 1920 – 7 سبتمبر 1927).